# Negombata
Genre
Negombata est un genre d'éponges de la famille Podospongiidae. Les espèces de ce genre sont marines.

## Liste d'espèces
Selon World Register of Marine Species (24 mai 2016) :
- Negombata corticata (Carter, 1879)
- Negombata kenyensis (Pulitzer-Finali, 1993)
- Negombata magnifica (Keller, 1889)